# Мекленберг (округ, Виргиния)
Округ Мекленберг (англ. Mecklenburg County) располагается в США, в штате Виргиния. По состоянию на 2010 год, численность населения составляла 32 727 человек. Получил своё название в честь супруги короля Великобритании Георга III Шарлотты Мекленбург.

## География
По данным Бюро переписи США, общая площадь округа равняется 1759 км², из которых 1619 км² суша и 140 км² или 7,9 % это водоёмы.

### Соседние округа
- Луненберг (Виргиния) — север
- Брансуик (Виргиния) — восток
- Уоррен (Северная Каролина) — юго-восток
- Ванс (Северная Каролина) — юг
- Гранвилл (Северная Каролина) — юго-запад
- Галифакс (Виргиния) — запад
- Шарлотт (Виргиния) — северо-запад

## Демография
По данным переписи населения 2000 года в округе проживает 32 727 жителей в составе 12 951 домашних хозяйств и 8 962 семей. Плотность населения составляет 20 человек на км². На территории округа насчитывается 17 403 жилых строений, при плотности застройки 11 строений на км². Расовый состав населения: белые — 59,24 %, афроамериканцы — 39,08 %, коренные американцы (индейцы) — 0,21 %, азиаты — 0,30 %, гавайцы — 0,01 %, представители других рас — 0,48 %, представители двух или более рас — 0,68 %. Испаноязычные составляли 1,21 % населения.
В составе 26,50 % из общего числа домашних хозяйств проживают дети в возрасте до 18 лет, 51,00 % домашних хозяйств представляют собой супружеские пары проживающие вместе, 14,10 % домашних хозяйств представляют собой одиноких женщин без супруга, 30,80 % домашних хозяйств не имеют отношения к семьям, 27,20 % домашних хозяйств состоят из одного человека, 13,20 % домашних хозяйств состоят из престарелых (65 лет и старше), проживающих в одиночестве. Средний размер домашнего хозяйства составляет 2,38 человека, и средний размер семьи 2,87 человека.
Возрастной состав округа: 21,60 % моложе 18 лет, 7,20 % от 18 до 24, 27,40 % от 25 до 44, 26,00 % от 45 до 64 и 17,80 % от 65 и старше. Средний возраст жителя округа 41 лет. На каждые 100 женщин приходится 97,30 мужчин. На каждые 100 женщин старше 18 лет приходится 96,50 мужчин.
Средний доход на домохозяйство в округе составлял 31 380 USD, на семью — 37 752 USD. Среднестатистический заработок мужчины был 26 852 USD против 19 609 USD для женщины. Доход на душу населения составлял 17 171 USD. Около 11,60 % семей и 15,50 % общего населения находились ниже черты бедности, в том числе — 20,60 % молодежи (тех, кому ещё не исполнилось 18 лет) и 17,30 % тех, кому было уже больше 65 лет.